# 無相流逆捕
無相流逆捕（むそうりゅうぎゃくどり）とは、丸亀藩の丸亀城で学ばれていた柔術の流派である。

## 歴史
無相流逆捕は、嶌理休が創始した捕手の流派である。嶌理休は嶌左近の五代目の末裔と伝わる。
嶌理休以降は嶌家に家伝として伝わった。嶋家は丸亀藩武術指南役であり、家伝の無相流逆捕・嶌流砲術の他に天下無双流、夢相新流棒術、関口新心流居合、甲州流兵法など様々な武術を修めていた。
幕末まで丸亀城で学ばれていたが、明治維新後は行われなくなった。
嶌左之右衛門家貞の高弟の中條勝次郎は無相流逆捕を増補して無相流新柔術を開いた。

## 内容
居合
腰固、無相緘、鸚鵡返、手車、浮木、兒手車、肋碎
立合
腰固、左巴、右巴、面潰、面潰變化、車返、滝落
小太刀
刃緘、奏者、射向之勝、押付之勝、小手止、通、横刀、嵐、翼〆、十文字
一刀立合
柄碎、反橋、取込、蹴込、虎乱、逆手車、四ッ手
大小捌
前柄碎、左右柄碎、後鐺返
剣術表
阦剣、阥剣、和合剣、後来剣
剣術裏
合上剣、車剣、思無邪、無上剣
中極意
微塵、鷙鳥、鷲之逆落、廻詰、誘、返捕、必死、稲妻帯剣捕、両拳、𩋙返、膽落、滝之燕、鷲之一足、後翼〆、明ノ鐘暮ノ鐘、万死之秘術
中殺（当身）
要法
奥秘